# 파스텔

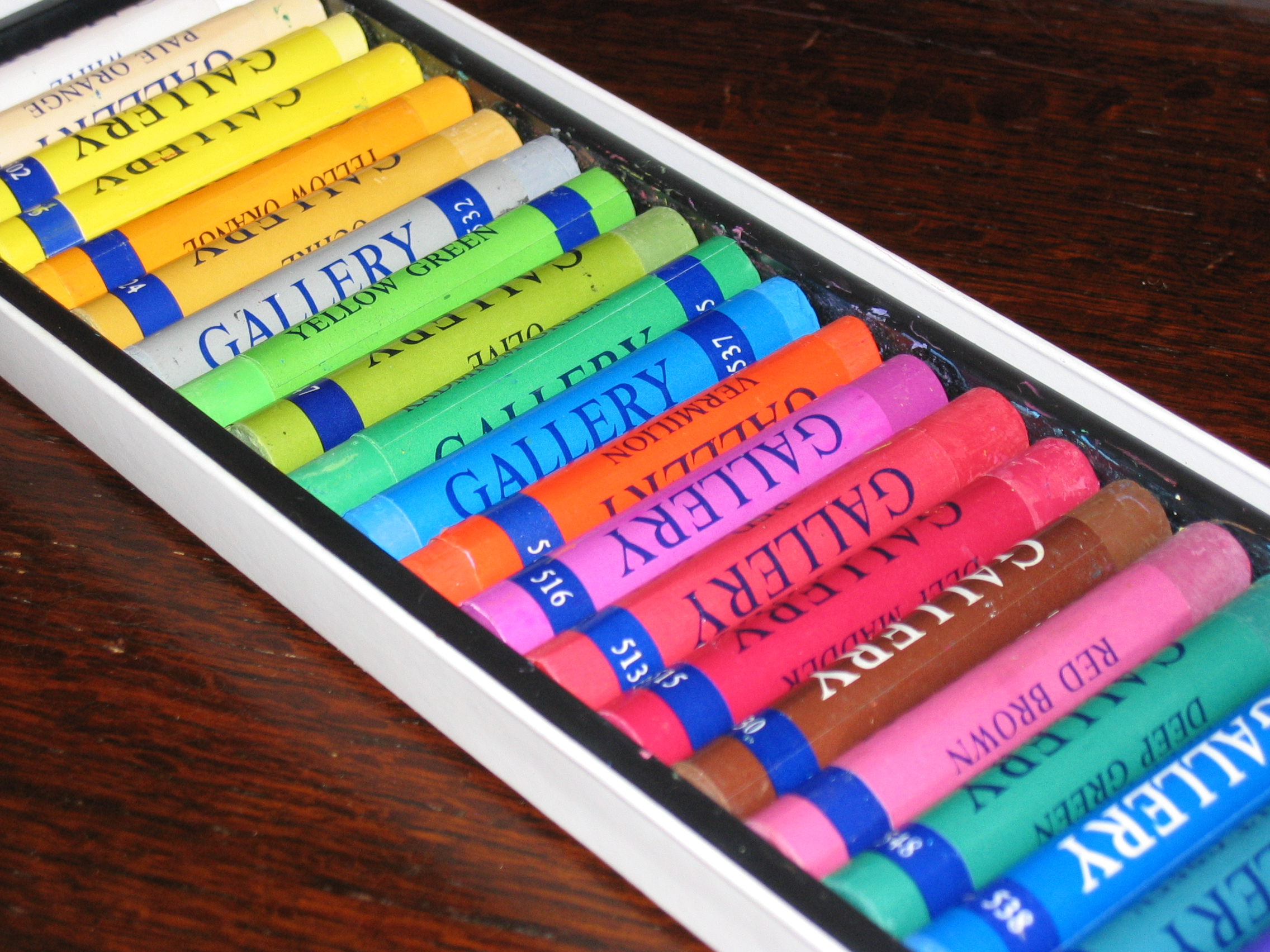
상업용 오일 파스텔

파스텔(영어: pastel, 문화어: 그림분필)은 순수 가루의 그림물감과 접합재로 이루어진 막대 모양의 미술 도구이다. 크레용의 일종이며, 색을 입힌 분필과 아주 흡사하다. 천연물질과 찰흙과 풀로 만들어진 것이다. 파스텔에 쓰이는 그림물감은 유화 그림 물감을 포함한 모든 미술 색 도구를 만드는 데에 쓰이는 것과 동일한 것이다.

## 특징

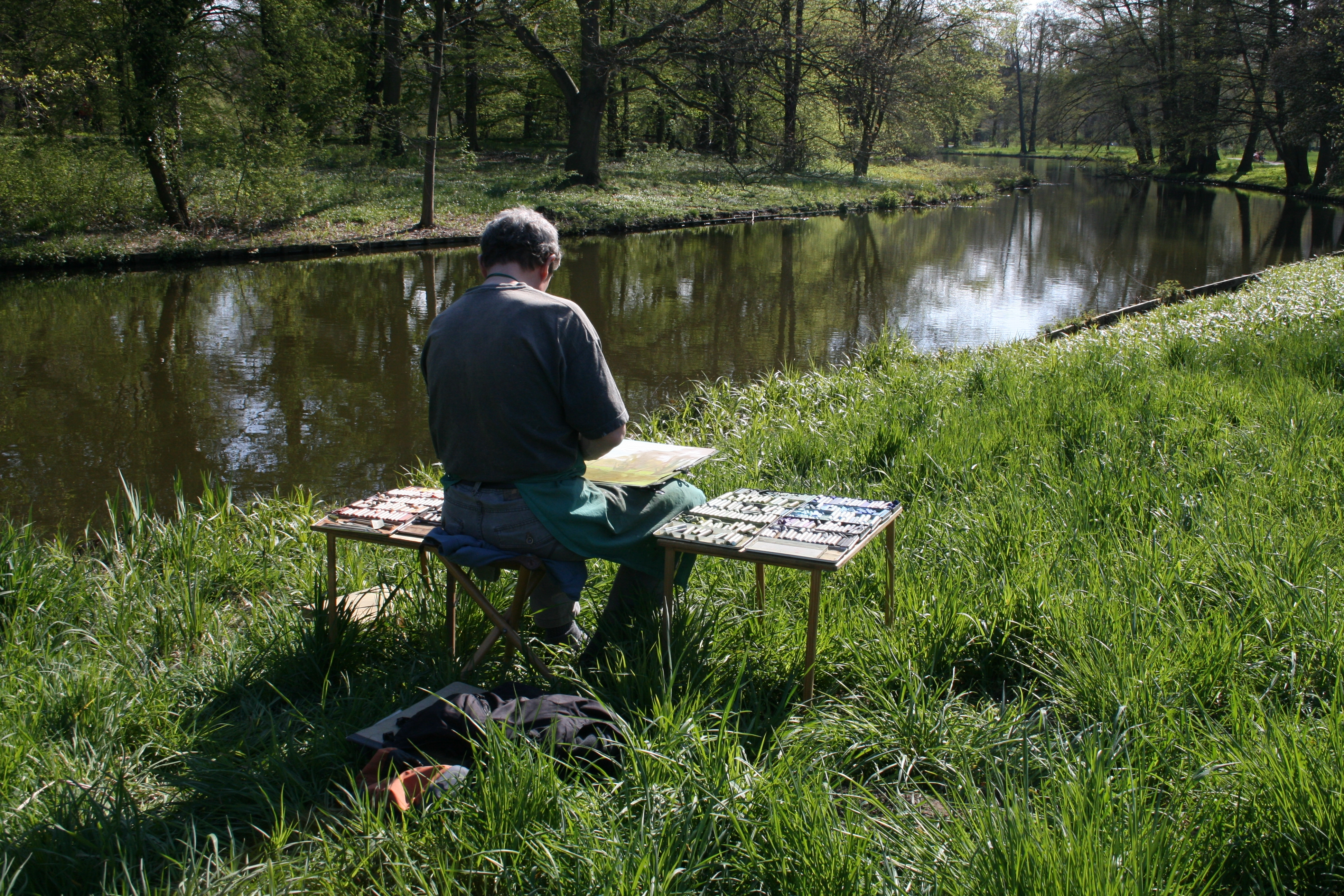
독일의 한 화가가 파스텔로 풍경화를 그리고 있다.

막대 모양으로 굳혀져 있고 경질, 연질의 두 종류가 있다. 파스텔은 일반적으로 부서지기 쉽고 연질이어서 촉감이 좋다. 유화나 수채화처럼 두껍게 칠하는 것이 아니라 문질러대듯이 하여 빛깔을 병치(倂置)하는 방법을 취한다. 따라서 독특한 아름다움이 있고 비로드와 같이 부드러울 뿐 아니라 빛깔의 가짓수도 많다. 그린 대로 두면 쉽게 떨어지기 때문에 목탄화와 마찬가지로 픽사티프(정착액)를 분무기로 뿌려서 정착하여 보관한다.
파스텔은 서양에서는 예부터 있었던 재료인데, 17세기 후기 뒤므스체에 의하여 시작되었고, 18세기에 이르러 배네치아의 한 규수 작가 로자르바 쿠완탄 드라츠르에 의하여 인정되고 한때 유화에 불안을 안겨줄 만큼 유행하였다. 마네, 르동, 드가, 드랭은 파스텔을 사용한 유명한 화가들이다. 파스텔화의 용지로는 흡수성이 있는 종이나 표면에 결이 있는 종이가 적합하다. 켄트지처럼 결이 촘촘하고 반들반들한 원질(原質)의 것은 적합하지 않다. 노랑 보르지나 라샤지와 같은 바탕색이 있는 종이는 그 바탕색을 살린 반(半) 톤으로서 그리고 밝은 파스텔로 강조하여 그리면 효과가 있다. 색용지(코튼지, 라샤지)의 바탕색을 살려서 사용하면 파스텔도 아주 재미있는 효과가 얻어진다.

## 같이 보기
- 크레파스
- 색 이론
- 드로잉
- 분필

## 참고 자료
- 이 문서에는 다음커뮤니케이션(현 카카오)에서 GFDL 또는 CC-SA 라이선스로 배포한 글로벌 세계대백과사전의 내용을 기초로 작성된 글이 포함되어 있습니다.